# Madison (Alabama)
Madison es una ciudad ubicada en los condados de Madison y Limestone en el estado estadounidense de Alabama. En el año 2000 tenía una población de 29 329 habitantes y una densidad poblacional de 611 personas por km².

## Geografía
Madison se encuentra ubicada en las coordenadas 34°42′54″N 86°44′23″O / 34.71500, -86.73972. Según la Oficina del Censo, la localidad tiene un área total de 9,7 km² (3,7 mi²), de la cual 9,7 km² (3,7 mi²) es tierra y 0 km² (0 mi²) (0.00%) es agua.

## Demografía
Según la Oficina del Censo en 2000 los ingresos medios por hogar en la localidad eran de $63,849, y los ingresos medios por familia eran $74,532. Los hombres tenían unos ingresos medios de $57,216 frente a los $32,316 para las mujeres. La renta per cápita para la localidad era de $27,821. Alrededor del 5,8% de la población estaban por debajo del umbral de pobreza.